# قرية حتا التراثية

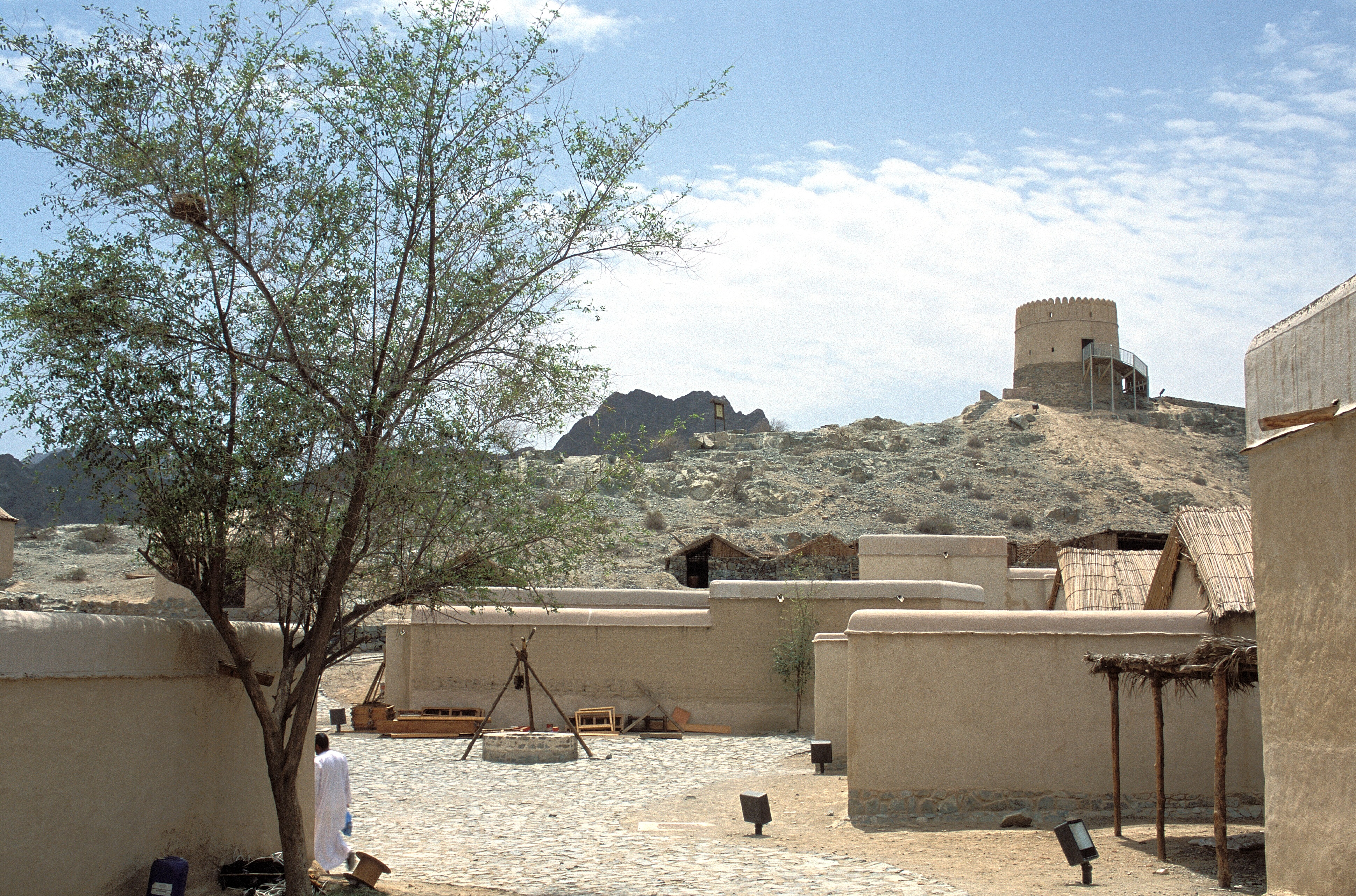
قرية حتا التراثية

قرية حتا التراثية هي قرية جبلية تقليدية تقع في حتا ، الإمارات العربية المتحدة في جبال الحجر. وتبعد القرية حوالي 130 كم عم مدينة دبي، تتميز بوعورة منحدراتها ووديانها، كما تتميز بخصوبة أرضها ومناخها المعتدل.
تم بناء المسجد والمنازل داخل قرية حتا التراثية في الأصل من مواد مثل الطين وجذوع النخيل والسعف والقصب والحجر. تتكون القرية من 30 مبنى ، يحتوي كل مبنى على العديد من المفروشات الداخلية على غرار طراز الفترة السابقة للتطوير في الستينيات وما بعدها.
كان مصدر الرزق الرئيسي لأهل القرية هو زراعة أشجار النخيل وبيع ثمارها التي كانت كافية لتلبية حاجاتهم اليومية، كما كان يستفاد من أوراق النخيل وجذوعها في بعض الصناعات اليدوية، ولا تزال الزراعة هي النشاط الأساسي في القرية حيث أصبحت تحوي على عدد كبير من المزارع الممتدة على مساحات كبيرة.
تم افتتاح القرية للجمهور في فبراير 2001 بعد تجديد شامل ، وهي مملوكة ومدارة حاليًا من قبل هيئة دبي للثقافة والفنون.

## روابط خارجية
- قرية حتا التراثية ، هيئة دبي للثقافة والفنون